# Cucullia citella
Cucullia citella är en fjärilsart som beskrevs av Ronkay 1987. Cucullia citella ingår i släktet Cucullia och familjen nattflyn. Inga underarter finns listade i Catalogue of Life.